# Bogovina
Bogovina (izvirno srbsko Боговина) je naselje v Srbiji, ki upravno spada pod Občino Boljevac; slednja pa je del Zaječarskega upravnega okraja.

## Demografija
V naselju živi 1093 polnoletnih prebivalcev, pri čemer je njihova povprečna starost 42,9 let (41,7 pri moških in 44,1 pri ženskah). Naselje ima 423 gospodinjstev, pri čemer je povprečno število članov na gospodinjstvo 3,19.
Prebivalstvo je večinoma nehomogeno, a v času zadnjih treh popisov je opazno zmanjšanje števila prebivalcev.
|  |

| Demografija | Demografija     | Demografija     |
| Leto        | Št. prebivalcev | Št. prebivalcev |
| ----------- | --------------- | --------------- |
|             |                 |                 |
|             |                 |                 |
|             |                 |                 |
|             |                 |                 |
| 1948        | 1753            |                 |
| 1953        | 2001            |                 |
| 1961        | 2444            |                 |
| 1971        | 2086            |                 |
| 1981        | 1810            |                 |
| 1991        | 1611            | 1576            |
| 2002        | 1367            | 1348            |
|             |                 |                 |

| Etnična sestava po popisu iz leta 2002 | Etnična sestava po popisu iz leta 2002 | Etnična sestava po popisu iz leta 2002 | Etnična sestava po popisu iz leta 2002 | Etnična sestava po popisu iz leta 2002 |
| -------------------------------------- | -------------------------------------- | -------------------------------------- | -------------------------------------- | -------------------------------------- |
| Srbi                                   | Srbi                                   |                                        | 795                                    | 58,97%                                 |
| Vlahi                                  | Vlahi                                  |                                        | 362                                    | 26,85%                                 |
| Romi                                   | Romi                                   |                                        | 54                                     | 4,00%                                  |
| Jugoslovani                            | Jugoslovani                            |                                        | 14                                     | 1,03%                                  |
| Hrvati                                 | Hrvati                                 |                                        | 13                                     | 0,96%                                  |
| Muslimani                              | Muslimani                              |                                        | 10                                     | 0,74%                                  |
| Črnogorci                              | Črnogorci                              |                                        | 8                                      | 0,59%                                  |
| Romuni                                 | Romuni                                 |                                        | 6                                      | 0,44%                                  |
| Makedonci                              | Makedonci                              |                                        | 6                                      | 0,44%                                  |
| Slovenci                               | Slovenci                               |                                        | 2                                      | 0,14%                                  |
| Nemci                                  | Nemci                                  |                                        | 1                                      | 0,07%                                  |
| Bolgari                                | Bolgari                                |                                        | 1                                      | 0,07%                                  |
| Albanci                                | Albanci                                |                                        | 1                                      | 0,07%                                  |
| Neznano                                | Neznano                                |                                        | 14                                     | 1,03%                                  |